# 斯坦迪什鎮區 (密歇根州)
斯坦迪什鎮區（英語：Standish Township）是位於美國密歇根州阿勒納克縣的一個行政鎮區。

## 地方資料
斯坦迪什鎮區的面積為79.00平方千米，當中陸地面積為77.76平方千米，而水域面積為1.40平方千米。根據2020年美國人口普查的數據，當地共有人口1701人，而人口密度為每平方千米21.53人。